# Aristotle e Dante si immergono nelle acque del mondo
Aristotle e Dante si immergono nelle acque del mondo (Aristotle and Dante Dive into the Waters of the World) è un romanzo di Benjamin Alire Sáenz pubblicato nel 2021. Il romanzo è il sequel di Aristotle e Dante scoprono i segreti dell'universo.

## Trama
Dopo essersi messi insieme, Aristotle e Dante cominciano ad esplorare le loro relazione e hanno il loro primo rapporto sessuale durante un campeggio. Tornato a casa, Ari scopre che il figlio di un'amica della madre è morto di AIDS. Al funerale rivede Cassandra Ortega, la sorella del defunto, fa coming out con lei e i due si lasciano alle spalle vecchi dissapori e diventano amici. Con il passare dei giorni, Ari fa amicizia con Danny a scuola e rivela alle sue vecchie amiche Gina e Susie che Dante è il suo ragazzo. Insieme al padre, Ari si reca per la prima volta in carcere a visitare il fratello Bernardo, che però non mostra alcun rispetto per la donna transgender che ha ucciso e fa commenti omofobi quando Aristotle fa coming out. Uscito di prigione, Ari va a visitare la tomba della vittima del fratello e coregge il nome sulla lapide, che riporta il deadname della donna.
La famiglia Mendoza trascorre la festa del ringraziamento a casa dei Quintana, dove Soledad, la madre di Dante, comincia ad avere le contrazioni e viene portata in ospedale, dove dà alla luce il secondogenito Sophocles. Poco dopo la nascita del bambino, Jamie, il padre di Aristotle, ha un attacco di cuore e muore tra le braccia del figlio. Il lutto è devastante e lo avvicina alla madre, che gli dona il diario che il padre aveva scritto durante il servizio militare. Parlando del futuro insieme al fidanzato, Ari pianifica di andare all'Università del Texas a El Paso, mentre Dante confessa di essere stato ammesso in una scuola d'arte a Parigi ma di non essere sicuro di voler andare per non compromettere la loro relazione. Ari incoraggia Dante a seguire i propri sogni, ma Dante interpreta il consiglio come il desiderio di Aristotle di liberarsi di lui. Ferito, Dante parte e Ari decide di raggiungerlo a Parigi, dove i due si riappacificano al Louvre davanti al dipinto preferito di Dante, La zattera della Medusa.

## Edizioni
- Aristotle e Dante si immergono nelle acque del mondo, traduzione di Charles M. Casetti, Mondadori, 2022, ISBN 8804755660.